# Ryck (tyngdlyftning)

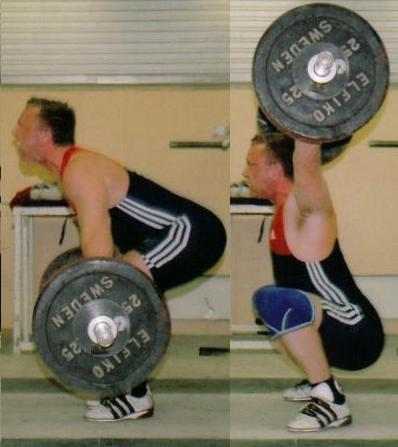
Norske tyngdlyftaren Per Hordnes i ryck år 2007

Ryck är den ena av de två övningarna inom tyngdlyftning. Den andra övningen är stöt.
Ryck går ut på att lyfta en skivstång från golvet upp över huvudet i en kontinuerlig rörelse. Fattningen av stången är oftast bred, och lyftaren måste därför stå med böjda knän och höfter i början av lyftet. Genom hela rörelsen ska ryggen vara rak. Stången låses på raka armar och lyftaren går ner i knäböj för att fånga upp belastningen. Därefter reser sig lyftaren och måste stå med stången över huvudet med god kontroll och balans för att få lyftet godkänt. Lyftaren får signal från domarna när lyftet bedöms godkänt, och kan då släppa ner stången på golvet.

## Världsrekord
Herrar
| Viktklass | Namn             | Vikt   |
| --------- | ---------------- | ------ |
| 55 kg     | Världsstandard   | 135 kg |
| 61 kg     | Li Fabin         | 146 kg |
| 67 kg     | Huang Minhao     | 155 kg |
| 73 kg     | Shi Zhiyong      | 169 kg |
| 81 kg     | Li Dayin         | 175 kg |
| 89 kg     | Yeison Lopez     | 182 kg |
| 96 kg     | Lesman Paredes   | 187 kg |
| 102 kg    | Världsstandard   | 191 kg |
| 109 kg    | Yang Zhe         | 200 kg |
| 109+ kg   | Lasha Talakhadze | 225 kg |

Damer
| Viktklass | Namn            | Vikt   |
| --------- | --------------- | ------ |
| 45 kg     | Won Hyon-Sim    | 87 kg  |
| 49 kg     | Huo Zhihui      | 97 kg  |
| 55 kg     | Kang Hyon-Gyong | 104 kg |
| 59 kg     | Kim Il-Gyong    | 111 kg |
| 64 kg     | Deng Wei        | 117 kg |
| 71 kg     | Angie Dajomes   | 121 kg |
| 76 kg     | Rim Jong-Sim    | 124 kg |
| 81 kg     | Världsstandard  | 127 kg |
| 87 kg     | Världsstandard  | 132 kg |
| +87 kg    | Li Wenwen       | 148 kg |